# Base aérienne de Chaumont-Semoutiers
Pour les articles homonymes, voir Chaumont.
La base aérienne de Chaumont-Semoutiers (en anglais : Chaumont-Semoutiers Air Base) est une ancienne base aérienne de l'United States Air Forces in Europe située près de la ville de Chaumont dans le département de la Haute-Marne. 
Elle a été renommée quartier général d'Aboville après le départ des troupes américaines en 1967. 
Le 403e régiment d'artillerie de l'armée française équipé de missiles sol-air Hawk a ensuite occupé les lieux, remplacé depuis 1999 par le 61e régiment d'artillerie spécialisé dans le renseignement et l'acquisition d'objectif, équipé de drones SDT (Safran Patroller) et SMDR (Thales Spy'Ranger).
Elle sert également d'aérodrome civil pour Chaumont.

## Les origines
L’Armée de l'air française utilise un terrain près de Chaumont à partir du milieu des années 1930. En mai 1940, le Groupe de Bombardement II/38 rattaché à la 3e Division Aérienne est basé sur le terrain de Chaumont-Semoutiers. Il est équipé de bombardiers Amiot 143 et Bloch MB.200. Le terrain est utilisé par la Luftwaffe pendant l’Occupation. La région est libérée par la 3rd Army américaine qui repousse une violente contre-attaque allemande le 13 septembre 1944. Le terrain n’est pas utilisé après-guerre.

## La construction de la base
En novembre 1950, alors que la Guerre froide avec l’Union soviétique vient de débuter, l’OTAN négocie la construction de bases aériennes en France pour l’installation d’escadres de combat de l’USAFE. Le terrain abandonné de Chaumont-Semoutiers fait partie des sites retenu pour la construction d’une base aux normes OTAN. Le terrain est élargi par l'expropriation de terres agricoles sur les communes de Montsaon, Semoutiers et Villiers-le-Sec. Les travaux de construction de la nouvelle base peuvent alors démarrer le 25 janvier 1951. 
La construction de la piste elle-même commence en octobre 1951 seulement. En avril 1952, les installations minimales, constituées de 255 tentes et 24 bâtiments préfabriqués, sont opérationnelles. Les travaux d’aménagement de la base continuent jusqu’en 1956 sous la direction des architectes Pierre Dufau et Grad Seelye.

## 137th Fighter Bomber Wing
Le 5 mai 1952, le 137th Fighter Bomber Wing de la Garde Nationale de l’Oklahoma, quitte l’aéroport municipal d’Alexandria en Louisiane pour s’installer à Chaumont. Le 137th FBW est constitué de 3 escadrons rassemblés à Alexandria en novembre 1950 pour effectuer leur conversion sur F-84G : le 125th FBS sur F-84B de l’aéroport Will Rogers de Tulsa, le 127th FBS sur F-84C Thunderjet de l’aéroport municipal de Wichita dans le Kansas et le 128th FBS de Dobbins Air Force Base près d’Atlanta en Géorgie sur F-47D Thunderbolt. Les infrastructures n’étant pas encore prêtes pour recevoir les appareils du 137th, ses trois escadrons sont stationnés jusqu’au 25 juin  sur d’autres bases en Allemagne : les 125th et 127th FBS à Ramstein Air Base et le 128th FBS à Neubiberg Air Base. Le 137th FBW est la première unité de chasseurs-bombardiers de l’USAF stationnée en France. Il est équipé de 61 F-84G, 2 Douglas C-47, 1 North American T-6 et 3 T-33A. Comme d’autres unités de l’USAFE plus tard, les pilotes du 137th FBW s’entraînent au tir air-air et à l’attaque au sol lors de déploiements à Wheelus Air Base en Libye.

## 48th Fighter Bomber Wing

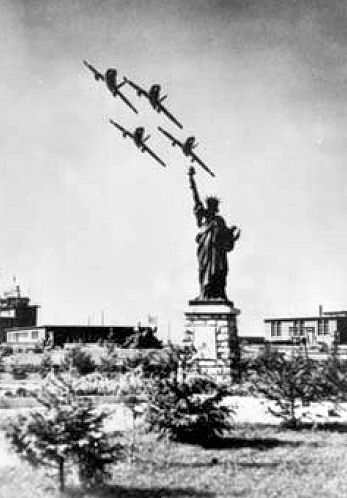
Cérémonie de dédication de la statue le 4 juillet 1956.

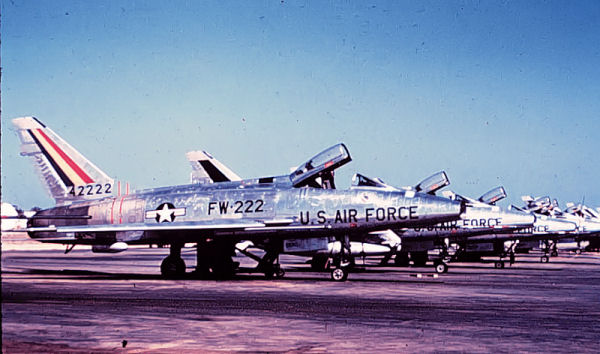
F-100D en 1957.

Le 10 juillet 1952, le 137th Fighter Wing prend la désignation de 48th Fighter Bomber Wing. La désignation des trois Fighter Bomber Squadrons change également pour devenir les 492nd, 493rd et 494th Fighter Bomber Squadrons. Le 137th FBW est réaffecté à la Garde Nationale de l’Oklahoma, ses F-84G demeurant à Chaumont pour équiper le nouveau Wing. 
En novembre 1953, le 48th abandonne ses F-84 et effectue sa transition sur F-86F Sabre. Chacun des trois escadrons reçoit 25 nouveaux appareils, soit un total de 75 pour le wing. 
Les ateliers de Frédéric Bartholdi, le sculpteur de la statue de la Liberté installée à New York, étant situés non loin de Chaumont, le personnel du 48th FBW décide de prendre la statue de la Liberté comme insigne et donnent le nom de « Statue of Liberty Wing » à leur unité en 1954. Le 48th devient ainsi le seul wing de l’USAF à posséder à la fois une désignation numérique et un nom officiel. Une statue en bronze est érigée à la suite d'une souscription lancée par le base commander A.P. Clark qui chargera le capitaine Schlammersdorff de collecter les fonds auprès du personnel militaire américain et du personnel civil haut-marnais travaillant ou non sur la base. Le prix du billet de loterie de 1 dollar de l'époque et le gros lot était une voiture Simca Versailles qui a été gagnée par un militaire américain. Cette statue toujours en place de nos jours, est entretenue par le 61e R.A occupant de la Base.
Fin 1956, les Sabre sont remplacés par des North American F-100 Super Sabre (90 F-100D monoplaces et 13 F-100F biplaces).
Le 8 juillet 1958, le 48th change de désignation en devenant le 48th Tactical Fighter Wing. Moins de deux ans après, le 15 janvier 1960, en raison de la décision du gouvernement français d’interdire la présence sur le sol français de vecteurs et d’armes nucléaires, le 48th TFW fait mouvement vers sa nouvelle base de RAF Lakenheath en Angleterre qu’il occupe en 2007.
Des installations sont démontées et emportées par les Américains comme les bowlings. Le gouvernement français n'entendant pas indemniser le gouvernement américain des installations construites par ces derniers. Les derniers militaires américains sont partis en 1967.
Chaumont Air Base est alors placée en sommeil, devenant une dépendance de Toul-Rosières Air Base et du 7544th Combat Support Group.

## La crise de Berlin

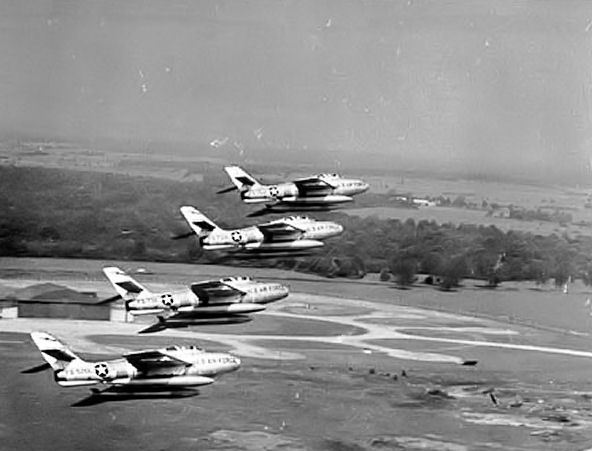
F-84F du 7108th TFW au-dessus de Chaumont AB en 1962.

En août 1961, les Soviétiques débutent la construction du mur de Berlin, entraînant la mobilisation des forces américaines et la remise en activité des bases en France, dont celle de Chaumont pour accueillir le 108th Tactical Fighter Wing de la Garde nationale du New Jersey qui est activé. Il est constitué de trois escadrons sur Republic F-84G Thunderjet (F-84F) : le 119th TFS de l’aéroport d’Atlantic City, le 141st TFS de McGuire Air Force Base et le 149th TFS de Richmond en Virginie. Les premiers éléments du 108th arrivent à Chaumont le 16 octobre. 28 F-84F sont déployés en tout, les derniers arrivant le 17 novembre. Ils forment le 7108th Tactical Wing à partir du 20 novembre.

Pendant la crise de Berlin, Chaumont héberge également les RF-84F du 106th Tactical Reconnaissance Squadron. Cette unité est rattachée au 7117th Tactical Wing appelé au service actif comme le 7108th et basé à Dreux-Louvilliers Air Base. En raison de restrictions de vols liées à la proximité de l'aéroport d'Orly, le 7117th n’est pas autorisé à faire voler ses appareils à partir de Dreux. Le 106th TRS demeure à Chaumont jusqu’au mois de juillet 1962.
Le 7 juin 1962, le 7108th TW reçoit l’ordre de retour vers les États-Unis avec tous ses personnels, et sans ses F-84 qui restent à Chaumont. Ils sont utilisés pour la mise en place du 366th Tactical Fighter Wing, la nouvelle unité permanente de Chaumont. Le 7108th est dissous à l’occasion de son départ définitif de Chaumont en août 1962.

## Le403erégimentd'artillerie
La base accueille le 403e régiment d'artillerie de l'armée de terre française de 1967 à 1999.

## Le61erégimentd'artillerie
La base accueille le 61e régiment d'artillerie depuis 1999.

## Installations civiles
L'aérodrome dispose d'une piste revêtue orientée nord-sud (18/36), longue de 1 801 mètres et large de 30 mètres.
L'aérodrome n'est pas contrôlé. Les communications s'effectuent en auto-information par la fréquence de 118,775 MHz.
S'y ajoutent :
- une aire de stationnement ;
- un hangar ;
- une station d'avitaillement en carburant (100LL).

L'aéro-club de la Haute-Marne est basé sur le site. L'aérodrome a été géré par la chambre de commerce et d'industrie de la Haute-Marne de 1995 à 2010. L'Association de gestion de l'aérodrome de Chaumont-Semoutiers (AGACS) en a la gestion.

## Rassemblement évangélique
L'aérodrome a accueilli le rassemblement évangélique des Tziganes Vie et Lumière en 
2007, 2010, 2014, 2016 et 2018.

## Liens et bibliographie
- Fabrice Loubette, Les forces aériennes de l'OTAN en Lorraine : 1952-1967, Metz, Éd. Serpenoise, 2008, 247 p. (ISBN 978-2-876-92763-6 et 978-2-786-92763-4).
- Bach, Richard Mission de nuit sur la France (1964) - titre original Stranger to the Ground : récit d'un vol de nuit au-dessus de la France et de l'Allemagne, en Republic F-84G Thunderjet
- Général Yves Riondet, Bases US et canadiennes implantées en France dans le cadre de l'OTAN de 1950 à 1967, article paru dans la revue « Azur & Or » éditée par l'Association nationale des officiers de réserve de l'Armée de l'air (ANORAA), n° 215, décembre 2020, pages 17 à 22.